# シャルロッテ・フリーデリケ・ツー・メクレンブルク
シャルロッテ・フリーデリケ・ツー・メクレンブルク（Charlotte Friederike Herzogin zu Mecklenburg [-Schwerin], 1784年12月4日 - 1840年7月13日）は、ドイツのメクレンブルク＝シュヴェリーン大公家の一員で、デンマーク王クリスチャン8世の最初の妃。夫の即位以前に離婚し、王妃にはなれなかった。

## 生涯
メクレンブルク＝シュヴェリーン大公フリードリヒ・フランツ1世とその妻でザクセン＝ゴータ＝アルテンブルク公子ヨハン・アウグストの娘であるルイーゼの間の第3子、次女として生まれた。1806年6月21日にルートヴィヒスルストにおいて、従兄にあたるデンマーク王子クリスチャンと結婚した。夫妻の間には2人の息子が生まれたが、非常に不仲で、1810年3月には離婚した。
シャルロッテは夫によってアルトナへ追い払われ、ユトランド半島でしばらく暮らしたのち、1830年にイタリアのヴィチェンツァに移住してカトリックに改宗した。1833年よりローマに住んでサロンを主宰し、ローマ在住のデンマーク人たちの間の中心的な存在となった。長く患ったあと、1840年にローマで死去し、ローマのドイツ人教会カンポ・サント・テウトニコ（Campo Santo Teutonico）の付属墓地に葬られた。墓は彫刻家イェンス・アドルフ・イェリカウ（Jens Adolf Jerichau）によってデザインされた。
1983年のエマヌエラ・オルランディの誘拐事件（en）の捜査に伴い、2019年7月11日にバチカン当局によって墓所の調査が行われた結果、墓は空っぽで遺骨が消失していることがわかった。隣接するソフィ・フォン・ホーエンローエの遺骨も消えていた。

## 子女
- クリスチャン・フレゼリク（1807年）
- フレゼリク・カール（1808年 - 1863年） - デンマーク王